# Bessel-Funktion
Als Bessel-Funktionen bezeichnet man Funktionen, welche Lösungen der besselschen Differentialgleichung sind, die eine lineare gewöhnliche Differentialgleichung zweiter Ordnung ist. Benannt sind die Funktionen und die Gleichung nach dem deutschen Mathematiker Friedrich Wilhelm Bessel. Die Bessel-Funktionen werden auch Zylinderfunktionen genannt.

## Besselsche Differentialgleichung
Die Besselsche Differentialgleichung ist eine gewöhnliche lineare Differentialgleichung zweiter Ordnung, die durch
{\displaystyle x^{2}{\frac {\mathrm {d} ^{2}f}{\mathrm {d} x^{2}}}+x{\frac {\mathrm {d} f}{\mathrm {d} x}}+\left(x^{2}-\nu ^{2}\right)f=0}
definiert ist, wobei {\displaystyle x} und {\displaystyle \nu } reelle oder komplexe Zahlen sind. Die Lösungen heißen Bessel-Funktionen {\displaystyle \nu }-ter Ordnung.
Entsprechend ist der Bessel-Operator ein Differentialoperator zweiter Ordnung. Er ist definiert durch
{\displaystyle B_{\nu }:=x^{2}{\frac {\mathrm {d} ^{2}}{\mathrm {d} x^{2}}}+x{\frac {\mathrm {d} }{\mathrm {d} x}}+\left(x^{2}-\nu ^{2}\right)\,.}
Mit ihm kann man die Besselsche Differentialgleichung kurz ausdrücken durch
{\displaystyle B_{\nu }f=0}

## Bessel-Funktionen

### Allgemein

Die Bessel-Funktionen erster Gattung und

Die Bessel-Funktionen zweiter Gattung und

Die Lösungen der Besselschen Differentialgleichung heißen Bessel-Funktionen. Sie spielen eine wichtige Rolle in der Physik, da die Besselsche Differentialgleichung den radialen Anteil der Laplace-Gleichung bei zylindrischer Symmetrie darstellt. Auf die Bessel-Funktionen trifft man unter anderem bei der Untersuchung von Eigenschwingungen einer kreisförmigen Membran oder einer Orgelpfeife, der Ausbreitung von Wasserwellen in runden Behältern, der Wärmeleitung in Stäben, der Analyse des Frequenzspektrums frequenzmodulierter Signale, der Feldverteilung im Querschnitt von Rundhohlleitern, den stationären Zuständen von Kastenpotentialen, der Leistungsverteilung in Kernreaktoren, der Intensität von Lichtbeugung an kreisförmigen Löchern sowie bei Filtern in der Elektrotechnik (Bessel-Filter). Man zählt die Bessel-Funktionen wegen ihrer vielfältigen Anwendungen in der mathematischen Physik zu den speziellen Funktionen.
Als Differentialgleichung zweiter Ableitungsordnung besitzt die Besselsche Differentialgleichung zwei linear unabhängige Lösungen. Sie lassen sich in verschiedenen Varianten beschreiben.

### Bessel-Funktionen erster Gattung:Jν
Die Bessel-Funktion {\displaystyle J_{\nu }} erster Gattung {\displaystyle \nu }-ter Ordnung ist definiert als
{\displaystyle J_{\nu }(x)=\sum _{r=0}^{\infty }{\frac {(-1)^{r}\left({\frac {x}{2}}\right)^{2r+\nu }}{\Gamma (\nu +r+1)r!}}\,},
wobei {\displaystyle \Gamma (\cdot )} die Gammafunktion ist. Im Ursprung ({\displaystyle x=0}) sind diese Funktionen für ganzzahlige {\displaystyle \nu } endlich.
Für nicht-ganzzahlige {\displaystyle \nu } sind {\displaystyle J_{\nu }} und {\displaystyle J_{-\nu }} linear unabhängige Lösungen.
Für ganzzahlige {\displaystyle \nu } gilt die Beziehung
{\displaystyle J_{-\nu }(x)=(-1)^{\nu }J_{\nu }(x)=J_{\nu }(-x)\,}.
In diesem Fall ist die zweite unabhängige Lösung die Bessel-Funktion zweiter Gattung, die weiter unten diskutiert wird.

#### Integraldarstellungen
Für ganzzahlige {\displaystyle \nu } kann man die Bessel-Funktion erster Gattung auch als Integral darstellen:
{\displaystyle J_{\nu }(x)={\frac {1}{\pi }}\int _{0}^{\pi }\cos(\nu \,\varphi )\cos {\bigl [}x\sin(\varphi ){\bigr ]}+\sin(\nu \,\varphi )\sin {\bigl [}x\sin(\varphi ){\bigr ]}\,\mathrm {d} \varphi }
Mit dem Additionstheorem der Kosinusfunktion kann dann noch folgende Vereinfachung vorgenommen werden:
{\displaystyle {\begin{aligned}J_{\nu }(x)&={\frac {1}{\pi }}\int _{0}^{\pi }\cos(x\sin \varphi -\nu \varphi )\,\mathrm {d} \varphi \\&={\frac {1}{2\pi }}\int _{-\pi }^{\pi }e^{\mathrm {i} \,(x\sin \varphi -\nu \varphi )}\,\mathrm {d} \varphi \,.\end{aligned}}}
Damit ist {\displaystyle J_{\nu }(x)} der {\displaystyle \nu }-te Fourier-Koeffizient der Funktion {\displaystyle \varphi \mapsto e^{ix\sin \varphi }}.
Exemplarisch wird im Folgenden die Bessel-Funktion {\displaystyle J_{0}} dargestellt:
{\displaystyle J_{0}(x)=\sum _{n=0}^{\infty }{\frac {(-1)^{n}x^{2n}}{4^{n}(n!)^{2}}}=\int _{0}^{\pi }{\frac {1}{\pi }}\cos {\bigl [}x\sin(y){\bigr ]}\,\mathrm {d} y=\int _{0}^{1}{\frac {2\cos(xz)}{\pi {\sqrt {1-z^{2}}}}}\,\mathrm {d} z}

#### Hypergeometrische Funktion
Die Bessel-Funktion erster Gattung kann durch die verallgemeinerte hypergeometrische Funktion ausgedrückt werden:
{\displaystyle J_{\nu }(x)={\frac {(x/2)^{\nu }}{\Gamma (\nu +1)}}\;_{0}F_{1}(;\nu +1;-x^{2}/4).}
Dieser Ausdruck hängt mit der Entwicklung der Bessel-Funktion in Abhängigkeit zur Bessel-Clifford-Funktion zusammen.

### Bessel-Funktionen zweiter Gattung:Yν
Auch die Bessel-Funktionen zweiter Gattung {\displaystyle Y_{\nu }(x)} (auch Weber-Funktionen oder Neumann-Funktionen genannt) lösen die Besselsche Differentialgleichung. Eine alternative Bezeichnung ist {\displaystyle N_{\nu }(x)}. Für nicht-ganzzahlige {\displaystyle \nu } kann man die {\displaystyle Y_{\nu }(x)} definieren durch
{\displaystyle Y_{\nu }(x)={\frac {J_{\nu }(x)\cos(\nu \pi )-J_{-\nu }(x)}{\sin(\nu \pi )}}.}
Für ganzzahlige {\displaystyle n} ist die durch den Grenzübergang {\displaystyle \nu \rightarrow n} gebildete Funktion
{\displaystyle Y_{n}(x)=\lim _{\nu \to n}Y_{\nu }(x)}
weiterhin eine Lösung der Besselschen Differentialgleichung.
Wie für die Bessel-Funktionen erster Gattung gilt auch für die Besselfunktionen zweiter Gattung folgende Beziehung:
{\displaystyle Y_{-n}(x)=(-1)^{n}Y_{n}(x)}.
Nach Ausführung des Grenzüberganges mit der Regel von de L’Hospital ergibt sich
{\displaystyle Y_{n}(x)={\frac {1}{\pi }}\left[{\operatorname {d}  \over \operatorname {d} \!\nu }J_{\nu }(x){\Big |}_{\nu =n}+(-1)^{n}{\operatorname {d}  \over \operatorname {d} \!\nu }J_{\nu }(x){\Big |}_{\nu =-n}\right].}
Explizit findet man
{\displaystyle Y_{n}(x)=\,{\frac {2}{\pi }}\left(\gamma +\ln {\frac {x}{2}}\right)J_{n}(x)-{\frac {1}{\pi }}\sum _{k=0}^{n-1}{\frac {(n-k-1)!}{k!}}\left({\frac {x}{2}}\right)^{2k-n}-{\frac {1}{\pi }}\sum _{k=0}^{\infty }(-1)^{k}{\frac {H_{k}+H_{k+n}}{k!(n+k)!}}\left({\frac {x}{2}}\right)^{2k+n}}
für {\displaystyle n\in \mathbb {N} _{0}}. Hierbei ist {\displaystyle \gamma } die Euler-Mascheroni-Konstante und {\displaystyle H_{n}} die {\displaystyle n}-te harmonische Zahl.
Die Bessel-Funktionen zweiter Gattung haben also bei {\displaystyle x=0} eine logarithmische Singularität und einen Pol {\displaystyle n}-ter Ordnung.
Für alle {\displaystyle \nu } ist neben der Bessel-Funktion erster Gattung {\displaystyle J_{\nu }} die Bessel-Funktion zweiter Gattung {\displaystyle Y_{\nu }} eine zweite, linear unabhängige Lösung.

### Bessel-Funktionen dritter Gattung:Hν(1), Hν(2)
Die Bessel-Funktionen dritter Gattung {\displaystyle H_{\nu }^{(1)}}, {\displaystyle H_{\nu }^{(2)}} (auch bekannt als Hankel-Funktionen) sind Linearkombinationen der Bessel-Funktionen erster und zweiter Gattung
{\displaystyle {\begin{aligned}H_{\nu }^{(1)}(x)&=J_{\nu }(x)+\mathrm {i} \cdot Y_{\nu }(x)\,,\\H_{\nu }^{(2)}(x)&=J_{\nu }(x)-\mathrm {i} \cdot Y_{\nu }(x)\,,\end{aligned}}}
wobei {\displaystyle \mathrm {i} } die imaginäre Einheit bezeichnet. Auch diese beiden Funktionen sind linear unabhängige Lösungen der Besselschen Differentialgleichung.

### Eigenschaften

#### Beziehungen von Ordnungen einer Gattung
- Für die Bessel-Funktionen {\displaystyle J_{\nu }}, {\displaystyle Y_{\nu }}, {\displaystyle H_{\nu }^{(1)}} und {\displaystyle H_{\nu }^{(2)}} gelten die Rekursionsbeziehungen:

{\displaystyle {\frac {\nu }{x}}\Omega _{\nu }={\frac {1}{2}}(\Omega _{\nu -1}+\Omega _{\nu +1})},
{\displaystyle {\frac {\rm {d}}{{\rm {d}}x}}\Omega _{\nu }={\frac {1}{2}}(\Omega _{\nu -1}-\Omega _{\nu +1})}.
- Für {\displaystyle x\in \mathbb {R} } gilt {\displaystyle \sum _{n=-\infty }^{\infty }J_{n}(x)^{2}=1}.

- Für {\displaystyle n\in \mathbb {N} } gilt {\displaystyle \left(-{\frac {1}{x}}{\frac {\rm {d}}{{\rm {d}}x}}\right)^{n}J_{0}(x)={\frac {J_{n}(x)}{x^{n}}}}.

#### Asymptotisches Verhalten
Seien {\displaystyle x,\nu \in \mathbb {R} ,\nu \geq 0}, dann gelten für {\displaystyle 0<x\ll {\sqrt {\nu +1}}} die asymptotischen Darstellungen
{\displaystyle {\begin{aligned}J_{\nu }(x)&\approx {\frac {1}{\Gamma (\nu +1)}}\left({\frac {x}{2}}\right)^{\nu }\\Y_{\nu }(x)&\approx {\begin{cases}{\frac {2}{\pi }}\left(\ln \left({\frac {x}{2}}\right)+\gamma \right)&{\text{wenn }}\nu =0\\\\-{\frac {\Gamma (\nu )}{\pi }}\left({\frac {2}{x}}\right)^{\nu }&{\text{wenn }}\nu >0.\end{cases}}\end{aligned}}}
Für große Argumente {\displaystyle x\gg |\nu ^{2}-1/4|} findet man
{\displaystyle {\begin{aligned}J_{\nu }(x)&\approx {\sqrt {\frac {2}{\pi x}}}\cos \left(x-{\frac {\nu \pi }{2}}-{\frac {\pi }{4}}\right)\\Y_{\nu }(x)&\approx {\sqrt {\frac {2}{\pi x}}}\sin \left(x-{\frac {\nu \pi }{2}}-{\frac {\pi }{4}}\right).\end{aligned}}}
Diese Formeln sind für {\displaystyle \nu =1/2} exakt. Vergleiche hierfür mit den sphärischen Besselfunktionen weiter unten.

## Modifizierte Bessel-Funktionen:Iν, Kν
Die Differentialgleichung
{\displaystyle x^{2}{\frac {\mathrm {d} ^{2}f}{\mathrm {d} x^{2}}}+x{\frac {\mathrm {d} f}{\mathrm {d} x}}-(x^{2}+\nu ^{2})f=0}

Die modifizierten Bessel-Funktionen erster Gattung für und

Die modifizierten Bessel-Funktionen zweiter Gattung für und

wird durch Bessel-Funktionen mit rein imaginärem Argument gelöst. Man definiert für ihre Lösung normalerweise die modifizierten Bessel-Funktionen
{\displaystyle I_{\nu }(x)=i^{-\nu }J_{\nu }(ix)=\sum _{r=0}^{\infty }{\frac {({\frac {x}{2}})^{2r+\nu }}{\Gamma (r+\nu +1)r!}}}
{\displaystyle I_{\nu }(x)={\frac {1}{\pi }}\int _{0}^{\pi }\cos(\nu \,\varphi )\cosh {\bigl [}x\sin(\varphi ){\bigr ]}-\sin(\nu \,\varphi )\sinh {\bigl [}x\sin(\varphi ){\bigr ]}\,\mathrm {d} \varphi }
und
{\displaystyle {\begin{aligned}K_{\nu }(x)={\frac {\pi }{2}}{\frac {I_{-\nu }(x)-I_{\nu }(x)}{\sin(\nu \pi )}}={\frac {\pi }{2}}i^{\nu +1}H_{\nu }^{(1)}(ix)={\frac {\pi }{2}}(-i)^{\nu +1}H_{\nu }^{(2)}(-ix).\end{aligned}}}
Die Funktion {\displaystyle K_{\nu }(x)} ist auch als MacDonald-Funktion bekannt. Anders als die „normalen“ Besselfunktionen weisen die modifizierten Besselfunktionen kein oszillierendes, sondern ein exponentielles Verhalten auf.
Exemplarisch wird im Folgenden Bessel-Funktionen {\displaystyle I_{0}} dargestellt:
{\displaystyle I_{0}(x)=\sum _{n=0}^{\infty }{\frac {x^{2n}}{4^{n}(n!)^{2}}}=\int _{0}^{\pi }{\frac {1}{\pi }}\cosh {\bigl [}x\sin(y){\bigr ]}\,\mathrm {d} y=\int _{0}^{1}{\frac {2\cosh(xz)}{\pi {\sqrt {1-z^{2}}}}}\,\mathrm {d} z}

### Airysche Integrale
Für die Funktionen {\displaystyle K_{1/3}} und {\displaystyle K_{2/3}} kann man eine Integraldarstellung angeben
{\displaystyle {\begin{aligned}K_{1/3}(x)&={\sqrt {3}}\int _{0}^{\infty }\cos \left({\frac {3}{2}}x\left(u+{\frac {u^{3}}{3}}\right)\right)\mathrm {d} u\\K_{2/3}(x)&={\sqrt {3}}\int _{0}^{\infty }u\sin \left({\frac {3}{2}}x\left(u+{\frac {u^{3}}{3}}\right)\right)\mathrm {d} u\end{aligned}}}.

### Hypergeometrische Funktion
Auch die modifizierte Bessel-Funktion erster Gattung kann durch eine verallgemeinerte hypergeometrische Funktion ausgedrückt werden:
{\displaystyle I_{\nu }(x)={\frac {(x/2)^{\nu }}{\Gamma (\nu +1)}}\;_{0}F_{1}(\nu +1;x^{2}/4)}.

### Beziehungen von Ordnungen einer Gattung
- Für die Bessel-Funktionen {\displaystyle K_{\nu }} und {\displaystyle I_{\nu }} gelten die Rekursionsbeziehungen:

{\displaystyle {\frac {\nu }{x}}K_{\nu }=-{\frac {1}{2}}\left(K_{\nu -1}-K_{\nu +1}\right)}
{\displaystyle {\frac {\nu }{x}}I_{\nu }={\frac {1}{2}}\left(I_{\nu -1}-I_{\nu +1}\right)}
{\displaystyle {\frac {\rm {d}}{{\rm {d}}x}}K_{\nu }=-{\frac {1}{2}}(K_{\nu -1}+K_{\nu +1})}
{\displaystyle {\frac {\rm {d}}{{\rm {d}}x}}I_{\nu }={\frac {1}{2}}(I_{\nu -1}+I_{\nu +1})}

### Asymptotisches Verhalten
Wir nehmen wieder an, dass {\displaystyle \nu } reell und nicht-negativ ist. Für kleine Argumente {\displaystyle 0<x\ll {\sqrt {\nu +1}}} findet man
{\displaystyle {\begin{aligned}I_{\nu }(x)&\approx {\frac {1}{\Gamma (\nu +1)}}\left({\frac {x}{2}}\right)^{\nu }\\\\K_{\nu }(x)&\approx {\begin{cases}-\left(\ln \left({\frac {x}{2}}\right)+\gamma \right)&{\text{wenn }}\nu =0\\\\{\frac {\Gamma (\nu )}{2}}\left({\frac {2}{x}}\right)^{\nu }&{\text{wenn }}\nu >0\,.\end{cases}}\end{aligned}}}
Für große Argumente {\displaystyle x\gg |\nu ^{2}-1/4|} erhält man
{\displaystyle {\begin{aligned}I_{\nu }(x)&\approx {\frac {1}{\sqrt {2\pi x}}}e^{x}\left(1+{\mathcal {O}}\left({\frac {1}{x}}\right)\right)\\\\K_{\nu }(x)&\approx {\sqrt {\frac {\pi }{2x}}}e^{-x}\left(1+{\mathcal {O}}\left({\frac {1}{x}}\right)\right)\,.\end{aligned}}}

## Sphärische Besselfunktionen:jμ, yμ, hμ(1,2)
Die Helmholtz-Gleichung in Kugelkoordinaten führt nach Separation der Variablen auf die Radialgleichung
{\displaystyle x^{2}{\frac {\mathrm {d} ^{2}f_{\mu }(x)}{\mathrm {d} x^{2}}}+2x{\frac {\mathrm {d} f_{\mu }(x)}{\mathrm {d} x}}+[x^{2}-\mu (\mu +1)]f_{\mu }(x)=0}.
Nach der Substitution
{\displaystyle f_{\mu }(x)={\frac {1}{\sqrt {x}}}u_{\mu }(x)}
erhält man die Besselsche Differentialgleichung {\displaystyle (\nu =\mu +1/2)}
{\displaystyle x^{2}{\frac {\mathrm {d} ^{2}u_{\mu }(x)}{\mathrm {d} x^{2}}}+x{\frac {\mathrm {d} u_{\mu }(x)}{\mathrm {d} x}}+\left[x^{2}-\left(\mu +{\frac {1}{2}}\right)^{2}\right]u_{\mu }(x)=0}.
Für die Lösung {\displaystyle f_{\mu }(x)} der Radialgleichung werden üblicherweise die sphärischen Bessel-Funktionen {\displaystyle j_{\mu }(x)}, die sphärischen Neumann-Funktionen {\displaystyle y_{\mu }(x)=n_{\mu }(x)} und die sphärischen Hankel-Funktionen {\displaystyle h_{\mu }^{(1,2)}(x)} definiert:
{\displaystyle {\begin{aligned}&j_{\mu }(x)\quad ={\sqrt {\frac {\pi }{2x}}}J_{\mu +1/2}(x)\\&y_{\mu }(x)\quad ={\sqrt {\frac {\pi }{2x}}}Y_{\mu +1/2}(x)\\&h_{\mu }^{(1,2)}(x)={\sqrt {\frac {\pi }{2x}}}H_{\mu +1/2}^{(1,2)}=j_{\mu }(x)\pm iy_{\mu }(x)\end{aligned}}}.

Es gelten die alternativen Darstellungen für {\displaystyle m\in \mathbb {N} }
{\displaystyle {\begin{aligned}&j_{m}(x)\quad =(-x)^{m}\left({\frac {1}{x}}{\frac {\mathrm {d} }{\mathrm {d} x}}\right)^{m}\ {\frac {\sin x}{x}}\\&y_{m}(x)\quad =-(-x)^{m}\left({\frac {1}{x}}{\frac {\mathrm {d} }{\mathrm {d} x}}\right)^{m}\ {\frac {\cos x}{x}}\\&h_{m}^{(1,2)}(x)=\mp i(-x)^{m}\left({\frac {1}{x}}{\frac {\mathrm {d} }{\mathrm {d} x}}\right)^{m}{\frac {e^{\pm ix}}{x}}\\\end{aligned}}}
Die sphärischen Bessel- und Hankelfunktionen werden beispielsweise für die Behandlung des kugelsymmetrischen Potentialtopfs in der Quantenmechanik benötigt.

### Eigenschaften
- Für die sphärischen Bessel-Funktionen {\displaystyle j_{\mu }}, {\displaystyle y_{\mu }}, {\displaystyle h_{\mu }^{(1)}} und {\displaystyle h_{\mu }^{(2)}} gelten die Rekursionsbeziehungen:

{\displaystyle {\begin{aligned}&{\frac {2\mu +1}{x}}\omega _{\mu }(x)\;\,=\omega _{\mu -1}(x)+\omega _{\mu +1}(x)\\&(2\mu +1)\omega '_{\mu }(x)\,=\mu \omega _{\mu -1}(x)-(\mu +1)\omega _{\mu +1}(x)\\&{\frac {\mathrm {d} }{\mathrm {d} x}}(x\omega _{\mu }(x))\quad =x\omega _{\mu -1}(x)-\mu \omega _{\mu }(x)\end{aligned}}}.
- Für die Wronski-Determinante gilt

{\displaystyle W(j_{\mu },y_{\mu })={\frac {1}{i}}W(j_{\mu },h_{\mu }^{(1)})=-W(y_{\mu },h_{\mu }^{(1)})={\frac {1}{x^{2}}}}.

## Hankel-Transformation
Die Hankel-Transformation ist eine Integraltransformation, die eng mit der Fourier-Transformation verwandt ist. Der Integralkern der Hankel-Transformation ist die Bessel-Funktion erster Gattung {\displaystyle J_{n}}, das heißt, der Integraloperator lautet:
{\displaystyle H_{n}[f](s)=\int _{0}^{\infty }J_{n}(ts)tf(t)\mathrm {d} t}.
Eine besondere Eigenschaft der Hankel-Transformation ist, dass mit ihr der Bessel-Operator in einen algebraischen Ausdruck (eine Multiplikation) überführt werden kann.

## Geschichte
Bessel-Funktionen wurden von Bessel 1824 ausführlich behandelt, tauchten aber auch schon vorher bei speziellen physikalischen Problemen auf, zum Beispiel bei Daniel Bernoulli (Schwingung schwerer Ketten 1738), Leonhard Euler (Membranschwingung 1764), in der Himmelsmechanik bei Joseph-Louis Lagrange (1770) und bei Pierre-Simon Laplace, in der Wärmeleitung bei Joseph Fourier (Wärmeausbreitung im Zylinder 1822) und Siméon Denis Poisson (1823).